# 山本正喜
山本 正喜（やまもと まさき、1980年12月16日 - ）は、日本の実業家、技術者。Chatwork株式会社創業者・代表取締役社長CEO。Chatwork開発者。

## 人物・来歴
大阪府寝屋川市出身。父は音楽スタジオの経営者。大阪桐蔭高等学校を経て、電気通信大学電気通信学部情報工学科卒業。大学の在学中の2000年に兄山本敏行とEC studio（のちのChatwork）を創業。2004年に大学卒業後、当時JASDAQに上場していた取引先のテレウェイヴに副業ができるということで入社したが、1年で退社。EC studioでCTOとしてChatwork等を開発し、2018年Chatwork代表取締役CEO兼CTOに就任。2019年にはマザーズ上場を果たした。